# Romerska villan, Malta
Romerska villan är en fornlämning i republiken Malta. Den ligger i kommunen L-Imdina, i den centrala delen av landet. Romerska villan ligger 195 meter över havet.
Närmaste större samhälle är Birkirkara, 5,6 kilometer öster om Romerska villan. 
Trakten runt Romerska villan består till största delen av jordbruksmark.